# Alain Fostier
Alain Fostier (21 giugno 1962) è un ex giocatore di calcio a 5 belga.

## Carriera
Con la Nazionale maschile di calcio a 5 del Belgio ha disputato il FIFA Futsal World Championship 1989 nel quale i diavoli rossi hanno raggiunto la quarta posizione, superati della finalina dagli Stati Uniti. Fostier è stato utilizzato in tutti gli otto incontri della manifestazione, segnando tre reti ad Argentina e Italia (2). In totale, ha disputato 27 incontri con la nazionale, realizzando 9 reti.